# Ginza
Ginza (japonsky: 銀座) je místní část v okresu Čúó v Tokiu, Leží v západní části čtvrti Čúó-ku. Známá je jako nejluxusnější obchodní oblast s mnoha obchodními centry, butiky, restauracemi a kavárnami. Patří mezi nejluxusnější nákupní destinace na světě. Mnoho vlajkových lodí nejvýznamnějších světových obchodů sídlí v Ginze, především Gucci. Mají zde pobočky i jiné zahraniční společnosti, např. Chanel, Louis Vuitton, Dior, Sony nebo Apple Store. 

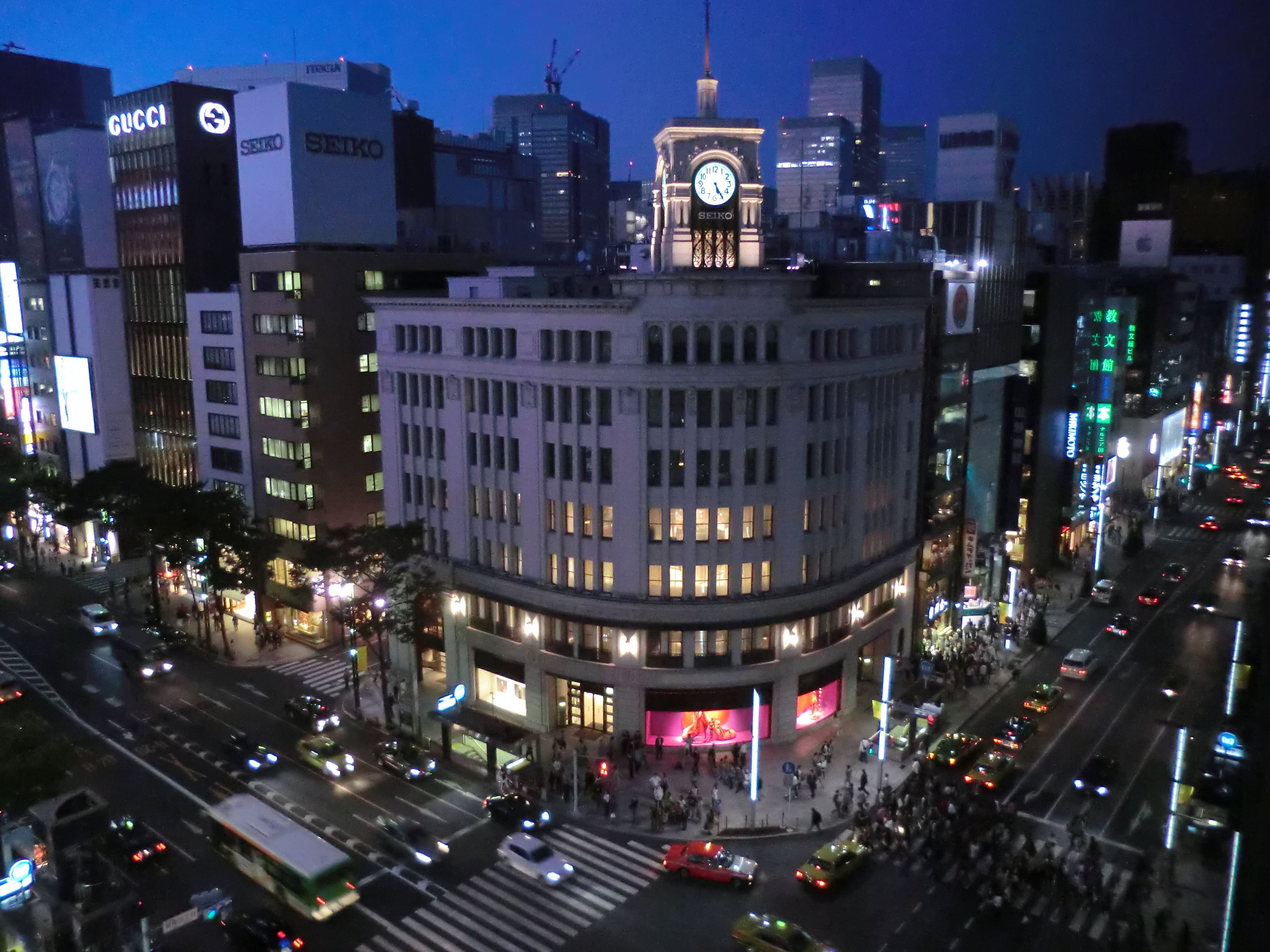
Budova Wako na Ginze

Je zde tradicí, že každou sobotu a neděli od 12:00 hodin do 17:00 hodin je hlavní ulice, která vede napříč Ginzou, uzavřená pro veškeré dopravní prostředky a stává se z ní pěší zóna. Nachází se tu také divadlo Kabuki-za pro tradiční japonské divadlo kabuki.

## Doprava
Ve čtvrti Ginza se nachází tři stanice metra a to:
- Higaši-ginza - staví tu linka metra Hibija soukromé společnosti Tokyo Metro jedoucí jedním směrem na Naka-meguro a druhým do Kita-Sendžu a linka metra Asakusa společnosti Tóei jedoucí jedním směrem do Niši-magome a druhým na Ošiage.
- Ginza, na níž staví linky metra soukromé společnosti Tokyo Metro Hibija, Ginza a Marunouči. Linka Ginza směřuje jedním směrem na Šibuju a druhým na Asakusu a linka Marunouči směřuje jedním směrem na Ogikubo a druhým na Ikebukuro.
- Ginza-itčóme, kde staví linka metra Júrakučó soukromé společnosti Tokyo Metro směřující jedním směrem do Wakóši a druhým na Šin-kibu.

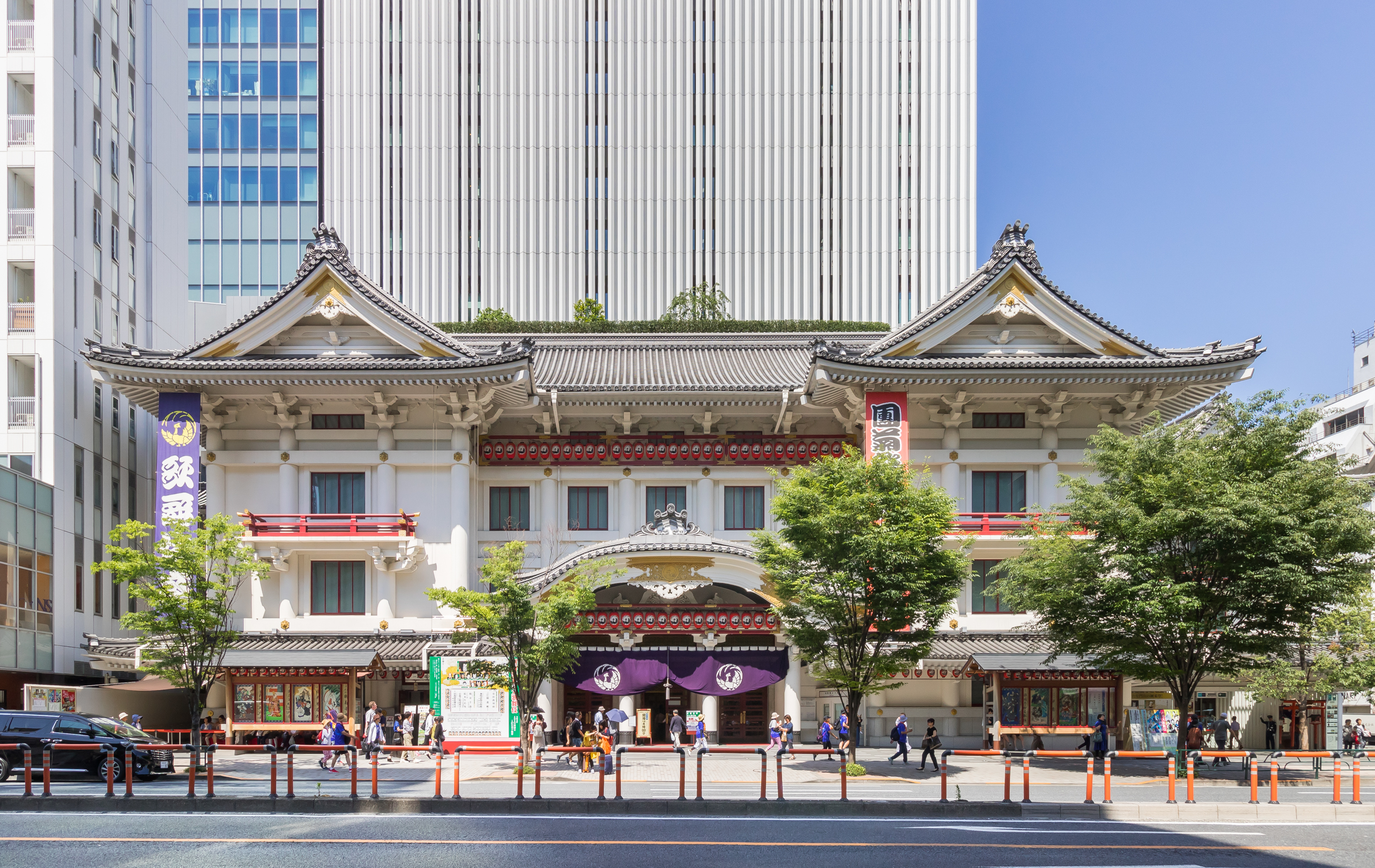
Divadlo Kabuki-za

Nedaleko čtvrti je nádraží Júrakučó linky metra Júrakučó a linek vlaků Jamanote a Keihin-Tóhoku společnosti JR East.